# Archipel d'Hawaï

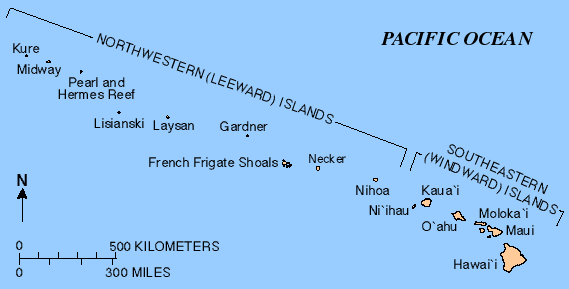
Carte de l'archipel d'Hawaï.

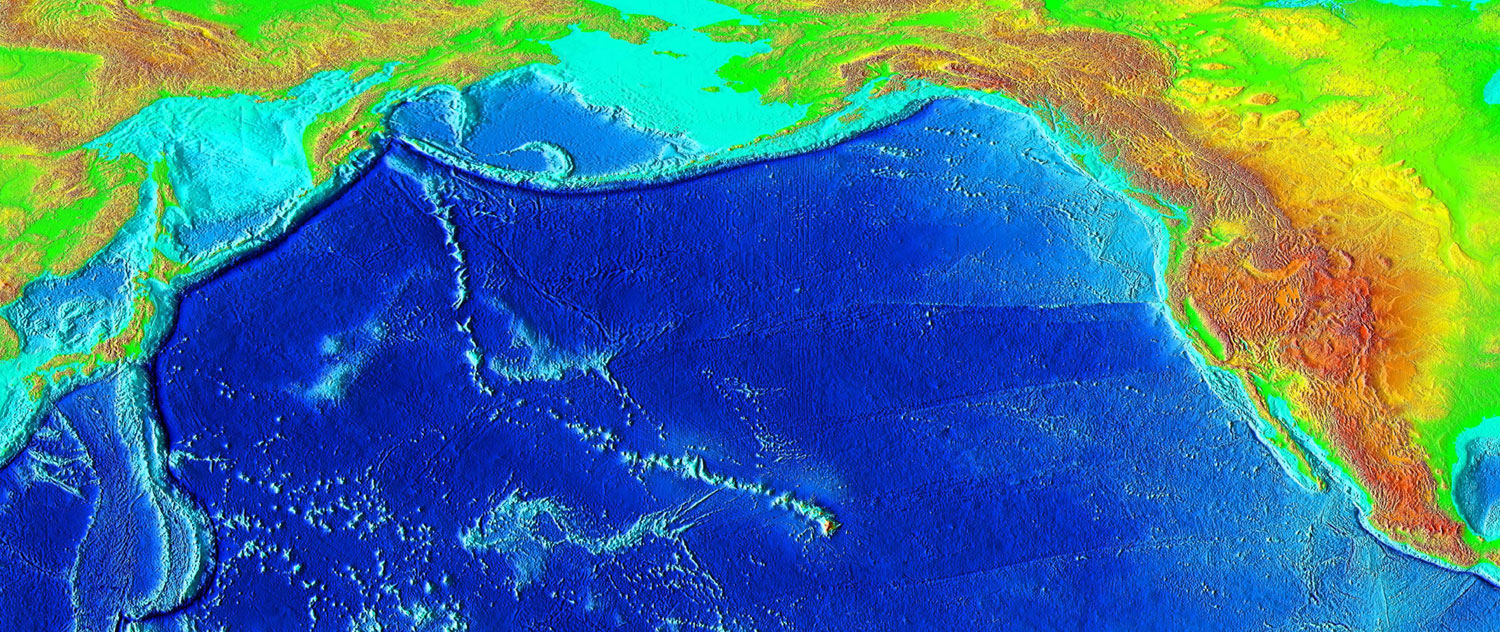
Carte du fond sous-marin du Pacifique Nord.

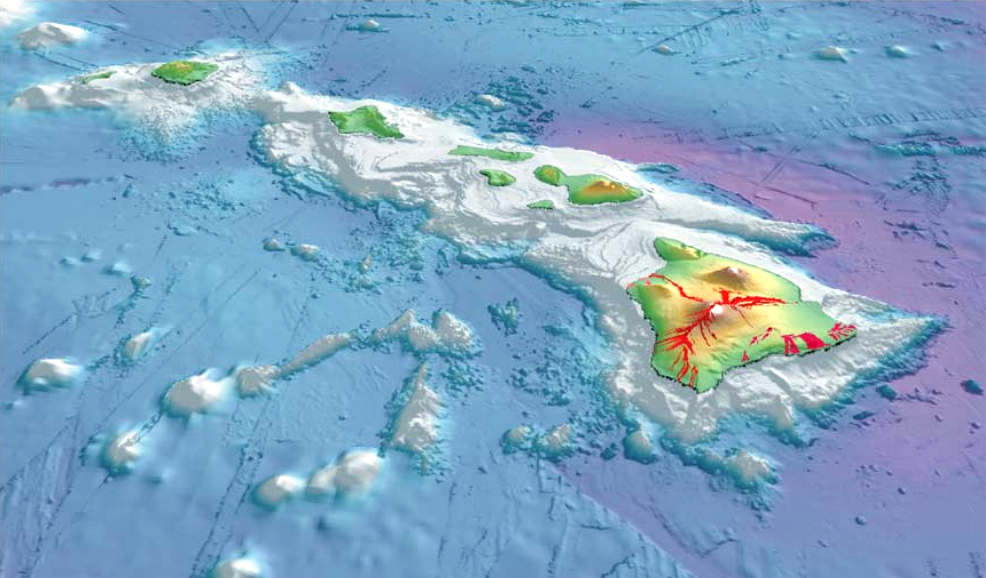
Reconstitution d'une perspective 3D des îles principales de l'archipel d'Hawaï en vert, avec les 2 sommets en blanc de Mauna Loa (4169 m) et Mauna Kea (4207 m). Les îles constituent le sommet de volcans massifs, dont la majeure partie est immergée. La profondeur du plancher océanique est colorée du violet (le plus profond, 5750 m au nord-est de Maui) et indigo jusqu'au gris clair (zones les moins profondes). Les flots historiques de lave sont en rouge, faisant éruption des sommets et des zones de rift des volcans de Mauna Loa, Kilauea et Hualalai.

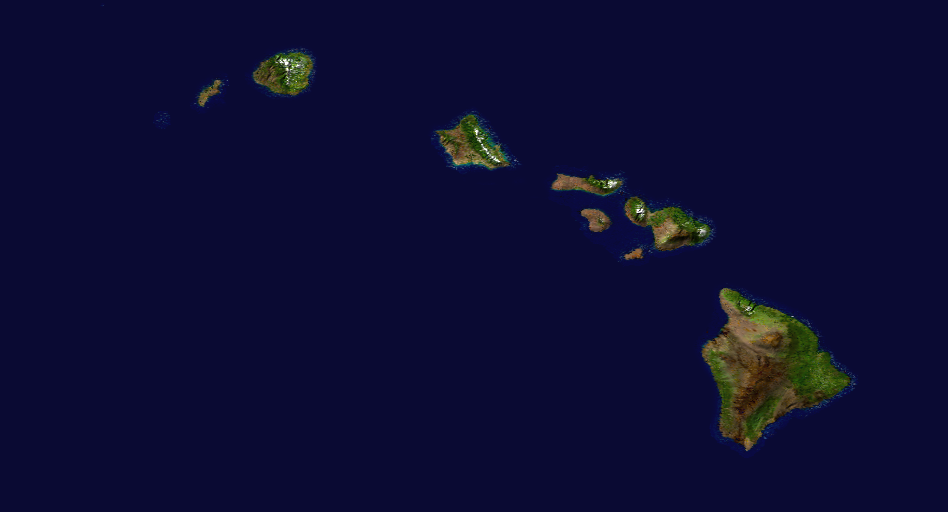
Image satellite de l'archipel d'Hawaï.

L'archipel d'Hawaï, aussi appelé îles Sandwich, en anglais Hawai'ian Islands, en hawaïen Hawai'i, et autrefois appelées Sandwich Islands, est un archipel comprenant dix-neuf îles et atolls principaux, de nombreux îlots et des monts sous-marins, alignés selon une direction nord-ouest / sud-est dans le centre de l'océan Pacifique nord entre les latitudes 19° N et 29° N.
L'archipel est nommé d'après sa plus grande île et s'étend sur 2 400 km de long entre l'île d'Hawaï au sud-est et l'atoll de Kure au nord-ouest. Ces îles représentent les parties émergées d'une vaste chaîne de montagnes sous-marine, la chaîne sous-marine Hawaï-Empereur, formée par l'activité volcanique sur un point chaud du manteau terrestre, le point chaud d'Hawaï.
Ces îles constituent l'État d'Hawaï, seul État des États-Unis situé hors d'Amérique du Nord, car situé en Océanie, et 50ème État.

## Îles
La formation des plages de sable blanc des îles hawaïennes réside principalement dans le mode de nutrition des poissons-perroquets qui croquent les algues directement sur les coraux vivants pour en extraire la matière nutritive, pulvérisant les morceaux de calcaire et les transformant en sable fin. Sous l'action des vents et des courants, le sable formé par les déjections de ces poissons se dépose en certains points hauts et forme 70 % du sable blanc des plages des Caraïbes et de Hawaï.

### Description

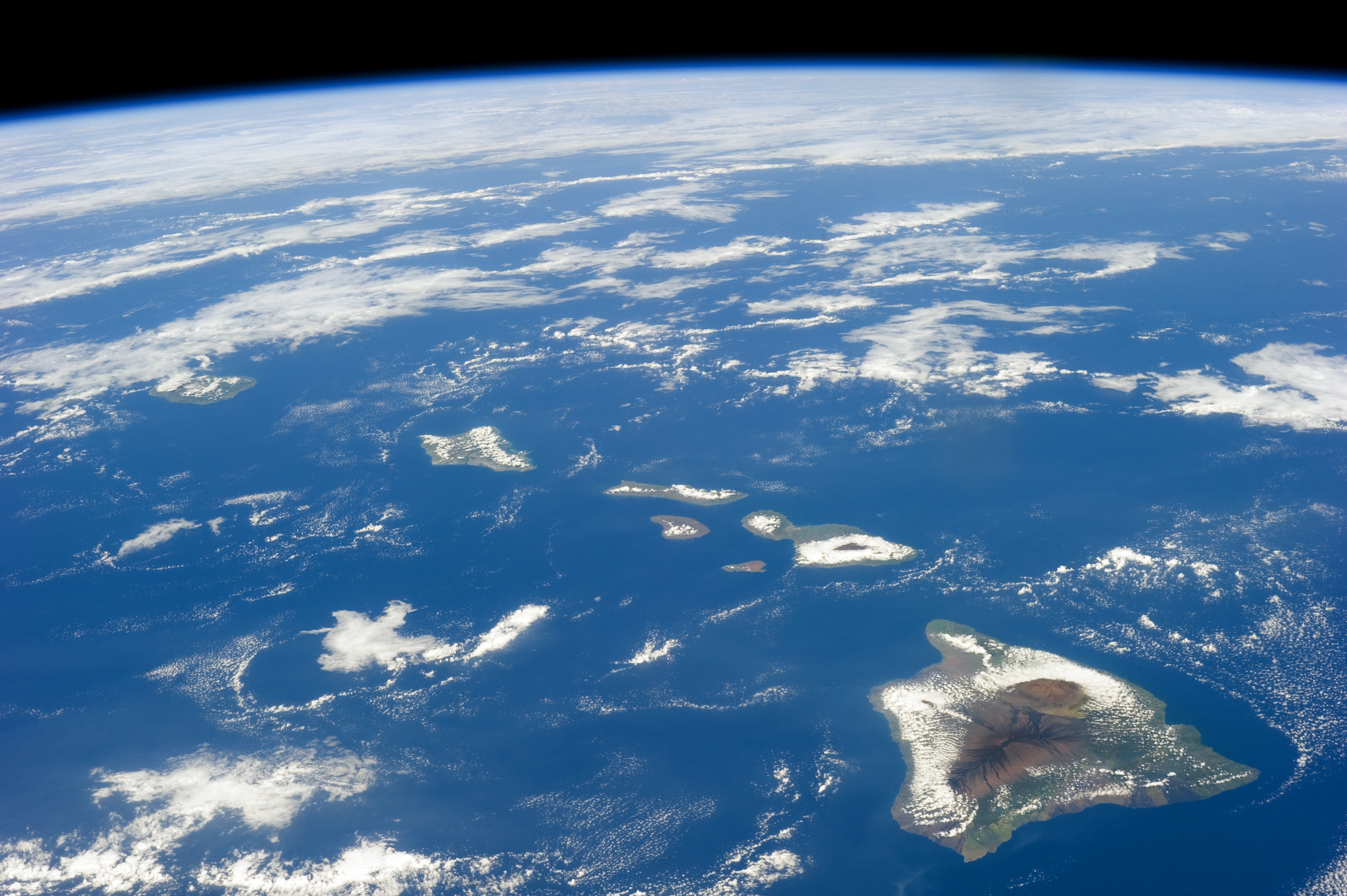
Les iles d'Hawaï depuis la Station spatiale internationale. Janvier 2014.

La surface totale des dix-neuf îles et atolls de l'archipel représente 16 636 km2. Ils sont divisés en deux groupes principaux :
- les îles au vent, situées au sud-est, composées des plus grandes îles ;
- les îles sous le vent, au nord-ouest, plus petites.

### Îles au vent
Ce groupe, regroupant la quasi-totalité de la superficie de l'archipel comprend huit îles, du sud au nord :
- Hawaï (la plus grande île de l'archipel)
- Maui
- Kahoolawe
- Lanai
- Molokai
- Oahu (l'île la plus peuplée et celle où se situe la capitale Honolulu)
- Kauai
- Niihau

À l'exception de Kahoolawe, toutes sont habitées.

### Îles sous le vent
Au nord de Niihau se trouvent plusieurs petites îles, atolls et récifs, tous inhabités ; appelées Northwestern Hawaiian Islands (îles hawaïennes du Nord-Ouest) ou Leeward Island (îles sous le vent). Du sud-est vers le nord-ouest :
- Kaʻula (en)
- Nihoa
- Île Necker
- Banc de sable de la Frégate française
- Îles Gardner
- Récif Maro
- Laysan
- Île Lisianski
- Atoll de Pearl et Hermes
- Îles Midway
- Atoll de Kure

La plupart de ces îles sont des réserves naturelles et leur accès est interdit, sauf aux scientifiques.
Les îles Midway possèdent des installations permettant une habitation temporaire. Mise à part cette dernière, toutes font partie de l'État d'Hawaï.

## Climat d’Hawaï

### Vents

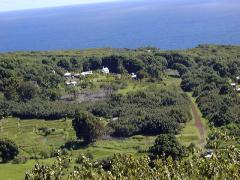
Route vers Hana.

On retrouve en général une zone anticyclonique, assez au nord de l'archipel, de mai à septembre car il se trouve dans la zone des alizés de l'hémisphère nord. Ceci donne une prévalence des alizés de 80 à 95 % du temps. En hiver, l'anticyclone se déplace plus près des îles et ces vents sont plus faibles et moins constants. On a également un régime de brise de mer le jour et de terre la nuit. Cette constante circulation le long des côtes devient plus complexe une fois qu'elle pénètre dans les terres, à cause du terrain. Certaines conditions locales peuvent donner lieu à des vents dépassant les 100 km/h, en particulier dans les régions de Kula et Lahaina à Maui.
À Kula, on observe des vents de foehn du côté ouest de la montagne de Haleakalā, surtout entre 700 et 1 500 mètres d'altitude. À Lahaina, les vents ont une origine similaire et sont appelés « vents de lehua », du nom d'un arbre local, dont l'apparition des fleurs rouges coïncide souvent avec ces vents. Dans les deux cas, on observe ces phénomènes assez rarement, tous les 8 à 12 ans. Ils sont très violents, avec des rafales de vent à plus de 160 km/h.

### Température
La saison hivernale, d'octobre à avril, est la plus pluvieuse. La saison estivale, de mai à septembre, est plus sèche, mais l'augmentation de la température de surface de la mer est alors favorable au développement de cyclones tropicaux sur le Pacifique qui peuvent affecter Hawaï. La température maximale moyenne estivale se situe entre 29 °C et 32 °C alors qu'elle est de 18 à 21 °C en hiver. Elle est rarement plus haute ou plus basse que ces valeurs au niveau de la mer mais varie grandement avec l'altitude, avec même de la neige au sommet des monts Mauna Kea, Mauna Loa et Haleakalā en hiver. Cette faible variation de la température à basse altitude est associée à une faible variation de la durée du jour et de l'angle d'incidence de la lumière solaire au cours de l'année ainsi que du fait que les îles sont entourées d'eau dont la température varie peu (23 °C en hiver et 27 °C en été) et dont la douceur est apportée par les alizés.

### Nuages et précipitations

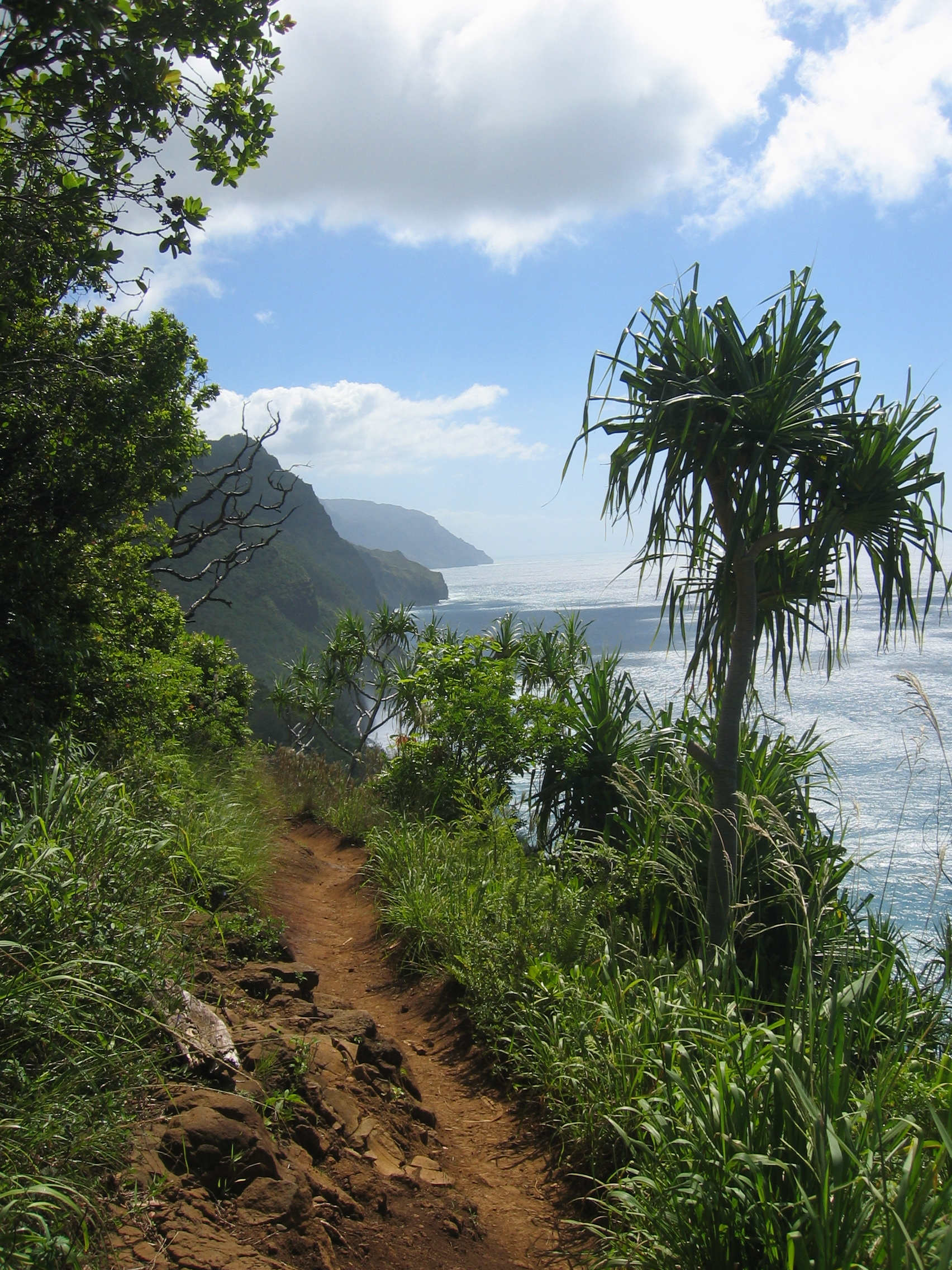
Kaua'i.

Les îles Hawaï reçoivent la majorité de leurs précipitations sur leurs côtés nord et est. La topographie montagneuse de ces îles soulève ainsi l'air chaud et humide transporté par le vent, ce qui génère d'épais nuages par ascendance orographique le long des pentes faisant face au vent. Les averses sont très fréquentes dans ces conditions. De l'autre côté des montagnes, l'air redescend la pente et le temps est généralement dégagé par effet de foehn. Pour cette raison, la plupart des infrastructures touristiques se trouvent du côté sous le vent des îles.
Le côté face au vent des îles est donc généralement nuageux grâce au soulèvement orographique des alizés. L'air est chaud et humide sous les nuages mais au-dessus de leur sommet, entre 1 300 et 2 500, il est sec. En effet, l'air dans l'anticyclone au nord de l'archipel est subsident, s'assèche et réchauffe par compression adiabatique en descendant vers le sol, pendant que l'air de surface prend de l'humidité par évaporation de la mer. Il en résulte une inversion où les nuages restent prisonniers. Leur base et sommet sont très bien définis. Au-dessus du sommet des nuages les conditions sont idéales pour l'observation astronomique, avec leur air sec et pur, et c'est donc au sommet du Mauna Kea qu'on retrouve un observatoire de renommée mondiale.
Par contre, du côté sous le vent, le soleil brille le plus souvent en été mais en hiver, avec l'affaiblissement des alizés, des systèmes frontaux venant du nord peuvent passer sur l'archipel menant au développement de dépressions qui ennuagent tous les côtés des îles. Un type de tempête particulièrement intense affecte ainsi les îles de deux à trois fois entre octobre et mars, les dépressions de Kona. Celles-ci sont accompagnées de vents violents, de pluies torrentielles et occasionnellement de grêle et de trombes marines.

### Ouragans
La saison des gros cyclones tropicaux  dans le Pacifique nord s'étend en général de juin à novembre. Ils se forment en général au large de la côte ouest du Mexique, puis se dirigent vers le nord-ouest. Ces tempêtes se déplacent ensuite à travers un vaste océan, dont les îles d'Hawaï n'occupent qu'une infime superficie. Elles s'affaiblissent généralement en remontant vers le nord, lorsqu'elles rencontrent des eaux plus fraîches.
Celles qui passent à proximité de l'archipel d'Hawaï ont rarement la force d'ouragans. Ce fut le cas seulement quatre fois en 63 ans. Celles restées au stade de tempêtes tropicales sont plus fréquentes. Ces systèmes plus modestes, mais qui déplacent encore des vents importants et beaucoup de pluie, peuvent quand même causer des dommages. De telles tempêtes passent assez près d'Hawaï, pour affecter les îles tous les unes ou deux années, surtout entre juillet et décembre.

## Dans la culture
Les îles Hawaï représentent le lieu central du film de George Clooney, The Descendants (2011).